# Johann Evangelist Hierl
Johann Evangelist Hierl (* 4. April 1756 in Hanzing, heute Stadtteil von Cham, Oberpfalz; † 18. Oktober 1831 in München) war ein deutscher Brauer und Schlosseigentümer.

## Leben
Johann Evangelist Hierl entstammte einer seit dem 15. Jahrhundert nachgewiesenen Bauernfamilie aus der Nähe von Cham (Oberpfalz).
Hierl kam nach München, wo er zunächst als Braumeister bei den Augustinern tätig war. 1792 heiratete er Maria Anna Josepha Huber (1765–1794), Tochter des Bierbrauers zum Oberkandlerbräu in München, Matthias Huber (1740–1821), und erwarb den Fuchsbräu in der Äußeren Schwabing Gasse. Nach dem frühen Tod seiner ersten Frau heiratete er 1795 die Fürstenfeldbrucker Brauertochter Anna Eva Lauterer (1770–1847). 1806 verkaufte er den Fuchsbräu an Andreas Wagner und erwarb im Folgejahr von Johann Adam Kellerer den Büchlbräu in der Theatinerstraße.

## Kauf von Schloss Ottenburg
1809 erwarb Hierl von Adam von Aretin das ehemalige Lustschloss Ottenburg der Freisinger Fürstbischöfe in der Gemeinde Eching im Landkreis Freising, nachdem er ab 1805 schon einige zugehörige Grundstücke gekauft hatte. Das Schloss war durch die Säkularisation an den bayerischen Staat gekommen. Nach seinem Tod lebte dort seine Frau als Witwe. Erbe war aber offenbar sein Sohn Josef, der es bald an den königlichen Kreis- und Stadtgerichtsprotokollisten Joseph Zeiller in München († 7. April 1836 in München) verkaufte.
1828 erhielt Hierl auf dem Zentralen Landwirtschaftsfest für die Trockenlegung des Mooses und den Aufbau einer Holzwirtschaft auf seinem Ökonomiegut Ottenburg den 33. Preis.

## Erwerb des Klosters Schäftlarn
Nebulös bleibt Hierls Rolle bei der Säkularisation des Prämonstratenser-Klosters Schäftlarn. Angeblich erwarb der Büchelbräuer Hierl für 36 000 fl. die Klostergebäude. Es kann sein, dass Hierl hier als Mittelsmann für den Schwager seiner zweiten Frau, den Inhaber der Hofpapiermühle am Auer Mühlbach, Johann Michael Ritter Pachner v. Eggenstorf (1757–1832) fungierte.

## Kunst
1821 trat Hierl als Wohltäter seiner Heimat in Erscheinung, indem er der katholischen Expositurkirche Sankt Lorenz in Vilzing bei Cham einen vergoldeten Silberkelch samt Kasel schenkte. Dieser gehört zum klassizistischen Rokoko und wird auf 1770 bis 1780 datiert.
Als Darstellungen von Hierl und seiner zweiten Frau bekannt sind v. a. der Kupferstich von Ferdinand Bollinger aus dem Jahr 1805, der das Ehepaar Hierl vor dem Fuchsbräu darstellt, und die vom Münchner Biedermeiermaler Joseph Hauber 1825 angefertigten Porträts „Der Münchner Brauer Hierl (Büchelbräu)“ und „Frau Hierl“, die beide 1906 auf der Jahrhundertausstellung deutscher Kunst in Berlin sowie 1929 in der Kunstausstellung im Glaspalast ausgestellt waren. Sie gehören dem Hessischen Landesmuseum Darmstadt und existieren möglicherweise noch in mehreren Kopien.

## Familie
Hierls zweite Frau Eva war mit vielen altbayerischen Bierbrauern verwandt, da sie mütterlicherseits von den Familien Paur (Isareck), Ziegler (Pfaffenhofen und Ilmmünster), Mezger (Fürstenfeldbruck) und Gerstlacher (Indersdorf) abstammte.
Hierl legte den Grund seiner Familie zu einer der führenden Brauer- und Wirtedynastien in München, sein Sohn Johann übernahm den elterlichen Büchelbräu, Josef, der die Zengerbrauerei betrieb, wird im Steuerkataster bei den reichsten Münchner Bürgern auf Platz 52 und als reichster Bierbrauer aufgeführt. Der Enkel Johann Hierl (1827–1871) begründete nach einem Anwesentausch mit der Familie Maffei um 1856 das heutige Hotel Kaiserin Elisabeth in Feldafing. Ein Urenkel war der Kunstmaler Otto Barone Hierl-Deronco.
Einige Großneffen zogen als Bierwirte nach München: Georg Hierl (1806–1871) erwarb um 1850 den Rumforderhof und begründet mit seinen Söhnen selbst eine Wirtedynastie. Georg Hierl (1792–1848) wurde Bierwirt zum Goldenen Berg.